# China Shipbuilding Industry Corporation
China Shipbuilding Industry Corporation або CSIC (укр. Китайська суднобудівна промислова корпорація) — найбільша суднобудівна корпорація Китаю, що повністю належить Комітету з контролю і управління державним майном Китаю. Заснована в 1999 році, штаб-квартира розташована в Пекіні. CSIC займається проектуванням, виробництвом та ремонтом суден різних класів (щорічні суднобудівні потужності корпорації становлять 15 млн дедвейтових тонн). CSIC об'єднує десятки підприємств, інститутів і лабораторій, загальне число співробітників — понад 170 тис. осіб.
Головним промисловим активом CSIC є China Shipbuilding Industry Company Limited, акції якої з 2008 року котируються на Шанхайській фондовій біржі. Станом на 2019 рік продажі China Shipbuilding Industry Company Limited становили 6,5 млрд доларів, активи — 30,1 млрд доларів, ринкова вартість — 23 млрд доларів, в компанії працювало 36,3 тис. співробітників. Головними науково-дослідними установами групи CSIC є China Ship Research & Development Academy (Пекін) і China Ship Scientific Research Centre (Усі).
China Shipbuilding Industry Corporation входить в число десяти найбільших військових компаній Китаю і виробляє близько 80% військово-морського обладнання країни. Основною цивільною продукцією є газовози, нафтотанкери, контейнеровози і морські бурові платформи, які CSIC експортує в більш ніж 70 країн світу.

## Історія
China Shipbuilding Industry Corporation була утворена в 1999 році указом уряду Китаю на основі суднобудівних підприємств, виділених зі складу іншого державного холдингу — China State Shipbuilding Corporation. У 2008 році дочірня компанія China Shipbuilding Industry Company Limited вийшла на Шанхайську фондову біржу.
Влітку 2019 роки за корупцію і зловживання службовим становищем колишній президент China Shipbuilding Industry Corporation Сунь Бо був засуджений до 12 років тюремного ув'язнення.

## Підприємства
China Shipbuilding Industry Corporation нараховує сім судноверфей загальною потужністю 15 млн дедвейтових тонн, які включають сучасні сухі доки і стапелі. Також до складу корпорації входить кілька науково-дослідних інститутів і лабораторій, які розробляють військово-морські і цивільні судна, а також пов'язане з ними обладнання.
Ключовим підприємством корпорації є суднобудівний завод Dalian Shipbuilding в Даляні, на двох верфях якого працює понад 15 тис. співробітників. Завод виробляє підводні човни, есмінці, дизельні двигуни для суден, а також ремонтує китайські авіаносці і підводні човни. Іншим важливим підприємством є суднобудівний завод Bohai Shipbuilding в Хулудао, на якому виробляють атомні підводні човни «Цзінь».
Завод Wuchang Shipbuilding в Ухані виробляє підводні човни, фрегати, катери берегової охорони, суду для обслуговування нафтових платформ, судна-амфібії, різне військове обладнання та великогабаритні сталеві конструкції. Завод Beihai Shipbuilding в Циндао будує і ремонтує великотоннажні нафтові та хімічні танкери, а також суховантажі, в тому числі контейнеровози і суду для перевезення деревини.
На заводі Shanhaiguan Shipbuilding в Ціньхуандао виробляють морські і річкові контейнеровози.

## Відновлювана енергія
У 2004 році CSIC заснувала компанію Haizhuang Wind Power Equipment з виробництва обладнання для вітрової енергетики. У 2008 році був встановлений перший прототип вітрової турбіни потужністю 2 мегавати (розроблений Aerodyn Energiesysteme GmbH).
Haizhuang Wind Power в даний час виробляє три види вітрових турбін:
- потужністю 850 кВт
- потужністю 2 Мвт
- поутужністю 5 Мвт — офшорні вітровіті турбіни